# Vlag van Fosses-la-Ville
De vlag van Fosses-la-Ville is op 13 juli 1992 bij raadsbesluit vastgesteld als de vlag van de Naamse gemeente Fosses-la-Ville. De vlag kan als volgt worden beschreven:
Twee even lange banen van groen en van rood.
De vlag werd pas op 13 maart 1995 bevestigd door de Franse Gemeenschapsregering. Groen en rood zijn de traditionele kleuren van de stad.